# Ostroh (Ucraina)
Ostroh (in ucraino Острог?; in russo Острог?, Ostrog; in polacco Ostróg; in lituano Ostrogas) è una città ucraina (14 894 abitanti), nel distretto di Rivne, nell'oblast' di Rivne. Ospita l'amministrazione del Distretto di Ostroh e della comunità territoriale di Ostroh, una delle comunità territoriali dell'Ucraina.
Fino al 18 luglio 2020 Ostroh costituiva una città di rilevanza regionale e fungeva da centro amministrativo del distretto di Ostroh, sebbene non appartenesse al distretto. Come parte della riforma amministrativa che ha ridotto a quattro il numero dei distretti dell'oblast' di Rivne, la città fu integrata nel distretto di Rivne.
L'Accademia di Ostroh, il primo istituto di istruzione superiore nell'Ucraina moderna, è stata fondata qui nel 1576. Inoltre, nel XVI secolo, vi furono stampati i primi libri slavi orientali, in particolare la Bibbia di Ostroh.

## Geografia
Ostroh sorge lungo le rive del fiume Vilija, a 37 km a sud-est di Rivne.

## Storia
Il Codice Ipaziano menziona per la prima volta Ostroh nel 1100, come fortezza dei principi della Volinia. Dal XIV secolo fu la sede della potente famiglia principesca degli Ostrogski, che trasformò la loro città in un grande centro di cultura e commercio. Alla fine della famiglia nel XVII secolo, Ostroh passò agli Zasławski e poi ai Lubomirski.
Nella seconda metà del XIV secolo, Ostroh, insieme a tutta la Volinia, fu annessa al Granducato di Lituania. Dopo l'Unione di Lublino (1569), la città entrò a far parte della Corona del Regno di Polonia, dove rimase fino alla fine del XVIII secolo. Ricevette i diritti di Magdeburgo nel 1585. Nel XVII secolo, la città era circondata da fortificazioni, con un fossato, un bastione con cinque bastioni. Nel 1609-1753 fu la capitale della famiglia Ostrogski, fondata dal voivoda Janusz Ostrogski, che invitò i monaci Bernardini a Ostróg. Inoltre, la città aveva un'accademia calvinista; tra i suoi docenti figurava Andrzej Wegierski.
Durante la rivolta di Chmel'nyc'kyj, la città fu incendiata dai cosacchi e i suoi residenti ebrei furono brutalmente assassinati. La Grande Sinagoga Maharsha, costruita nel 1627, fu danneggiata durante questo periodo. Ostróg si riprese lentamente e nella seconda metà del XVIII secolo divenne sede di un collegio dei Gesuiti. Nel 1793, in seguito alla seconda spartizione della Polonia, la città fu annessa all'Impero russo, dove rimase fino al 1918. Nella seconda metà del XIX secolo le linee ferroviarie mancarono Ostróg e, di conseguenza, la città ristagnò.
Il 7 luglio 1920, durante la guerra polacco-sovietica, fu teatro di una battaglia tra un'unità polacca sotto Wincenty Krajowski e i bolscevichi della 1ª armata di cavalleria di Semën Budënnyj. In seguito al trattato di Riga Ostróg fu annessa alla risorta Polonia. La cittadina venne inclusa nella contea di Zdołbunów del voivodato di Volinia. Nel periodo interbellico fu sede di un'importante guarnigione per l'esercito polacco e il Corpo di protezione delle frontiere (KOP). Nella cittadina erano di stanza il battaglione KOP "Ostróg" e il 19 ° reggimento ulani della Volinia. Trovandosi a ridosso della frontiera, per entrare in alcuni quartieri della città erano necessari pass speciali.
Dopo l'invasione sovietica della Polonia del 1939, Ostróg fu annessa all'Unione Sovietica ed inclusa nella RSS Ucraina. Un numero imprecisato di residenti della città è stato deportato con la forza in Siberia.
L'occupazione nazista tedesca dell'Unione Sovietica meridionale portò alla creazione del Reichskommissariat Ukraine (RKU), con capoluogo Rivne. Nell'autunno del 1941 in tutta la Volinia e la Podolia ebbero luogo diversi omicidi di massa su larga scala. Il 1º settembre 1941 2.500 ebrei furono fucilati a Ostróg. Sei settimane dopo il ghetto fu liquidato e altre 3.000 persone furono uccise.

## Monumenti e luoghi d'interesse
- Castello, situato sulla collina rossa.
- Cattedrale dell'Epifania, costruita nella prima metà del XVI secolo e ricostruita tra il 1887 ed il 1891.
- Torre dei Tartari
- Torre rotonda
- Grande Sinagoga Maharša, costruita dopo il 1627, fu ripetutamente danneggiata nel corso dei secoli. Attualmente è interessata da un restauro.